# جراخا دي إينيستا
بلدية جراخا دي إينيستا (بالإسبانية: Graja de Iniesta)‏، هي إحدى بلديات مقاطعة قونكة إحدى مقاطعات إسبانيا، و التي تقع في منطقة قشتالة لا منتشا وسط البلاد, و المائلة لجهة الشرق من إسبانيا.
يبلغ عدد سكانها 399 نسمة وفقاً لإحصائية سنة (2007).